# Communistische Partij van Oezbekistan (1994)
De Communistische Partij van Oezbekistan (Oezbeeks: Ўзбекистон Коммунистик Партияси, Oʻzbekiston Kommunistik Partiijasi）is een verboden communistische partij in Oezbekistan. De partij ziet zich zelf als de opvolger van de Communistische Partij van Oezbekistan.